# BE Гончих Псов
BE Гончих Псов (лат. BE Canum Venaticorum) — одиночная переменная звезда в созвездии Гончих Псов на расстоянии приблизительно 11 570 световых лет (около 3548 парсек) от Солнца. Звёздная величина диапазона CV звезды — от +17,73m до +16,61m.
Открыта Джулиано Романо в 1977 году*.

## Характеристики
BE Гончих Псов — жёлто-белая пульсирующая переменная звезда типа RR Лиры (RRAB) спектрального класса F. Эффективная температура — около 6455 K.